# 毛果柯
毛果柯（学名：Lithocarpus psedudovestitus）是壳斗科柯属的植物。分布在越南以及中国大陆的广西、海南、广东、云南等地，生长于海拔180米至900米的地区，一般生于山谷较湿润地方，目前尚未由人工引种栽培。

## 别名
白杯、五指山桐、细叶椆、姜磨椆（海南） 毛果柯、密果椆、毛果石栎、毛茸石柯